# Полинг (Вајлхајм)
Полинг (њем. Polling) општина је у њемачкој савезној држави Баварска. Једно је од 34 општинска средишта округа Вајлхајм-Шонгау. Према процјени из 2010. у општини је живјело 3.298 становника. Посједује регионалну шифру (AGS) 9190142.

## Географски и демографски подаци
Полинг се налази у савезној држави Баварска у округу Вајлхајм-Шонгау. Општина се налази на надморској висини од 567 метара. Површина општине износи 29,2 km². У самом мјесту је, према процјени из 2010. године, живјело 3.298 становника. Просјечна густина становништва износи 113 становника/km².